# كاتدرائية شباير
كاتدرائية شباير أو كاتدرائية سبير (بالألمانية: Speyerer Dom)‏ رسمياً كاتدرائية القِدِّيسة مَريم والقِدِّيس إستيفان وهي كنِيسة رُومانيّة كاثُولِيكِيّة أَلمانِيّة. تَقع شرق مدِينة شباير على مقرُبة من نهر الرّايِن في وِلاية راينلند بالاتينات جنوب غَرب جُمهوريّة أَلمانيا الاتِّحادِيّة. تأسّست كاتدرائية شباير أو كما تلقّب بقُبّة قيصر في العامّ 1030م على يد كُونراد الثّانِي ملِك الرُومان ورأس الإمبراطُورِيّة الرُومانيّة المُقدّسة بهدف بناء أكبر كنِيسة في الغرب وقد اِستمرّ تشُيِيد المبنى قُرابة الثمانِين عام، وهي على طِراز العِمارة الرُومانسكية. وقد أُدرجت الكاتدرائية ضِمن لائحة اليُونسكُو لتُرَاث العالمِيّ في العامّ 1981م كونها من أهم الآثار التّارِيخيّة التي تُنسّب إلى فنّ الإمبراطُورِيّة الرُومانيّة المُقدّسة.

## معرض الصور

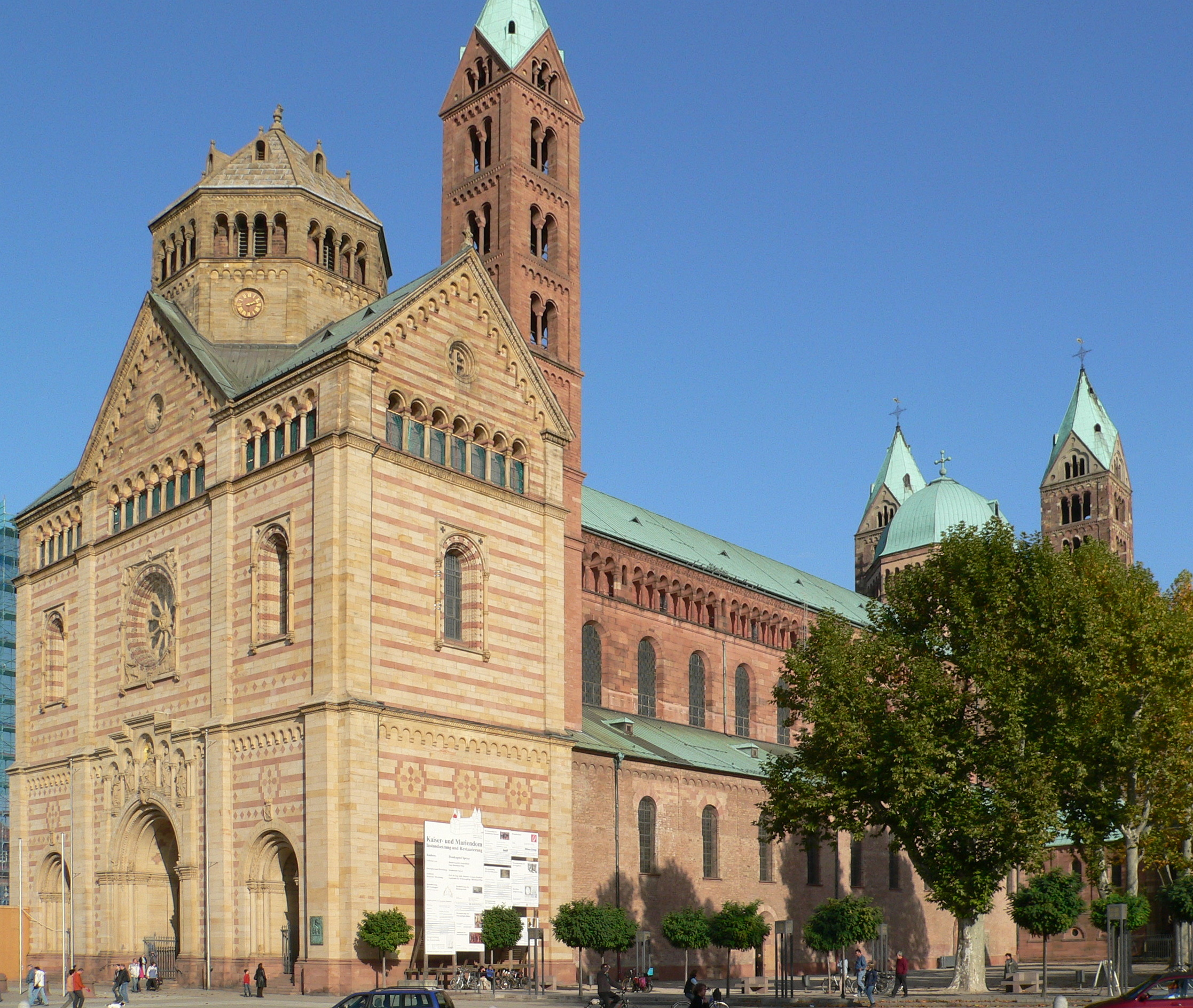
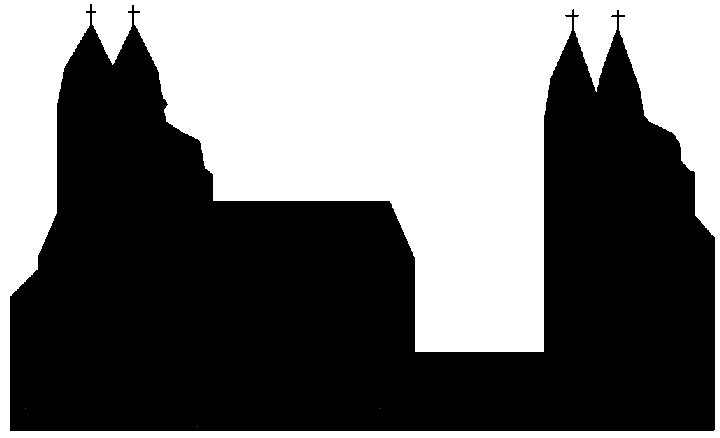
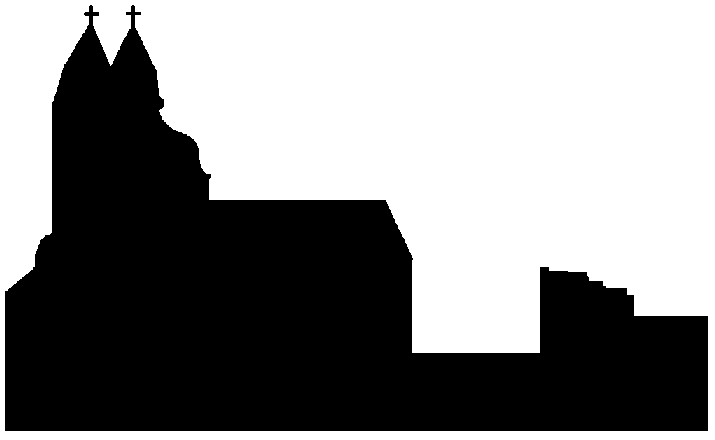
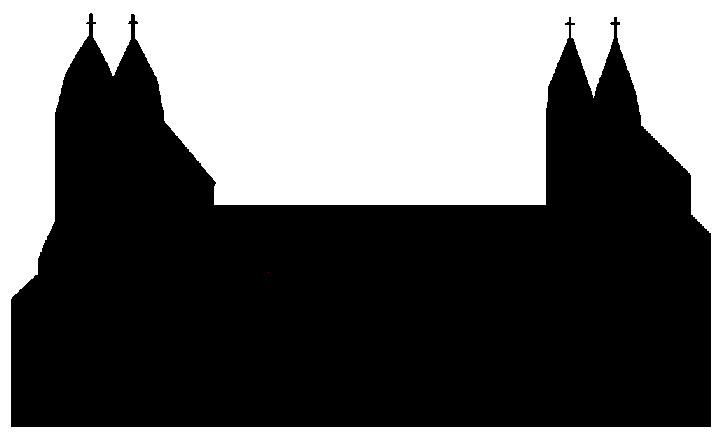
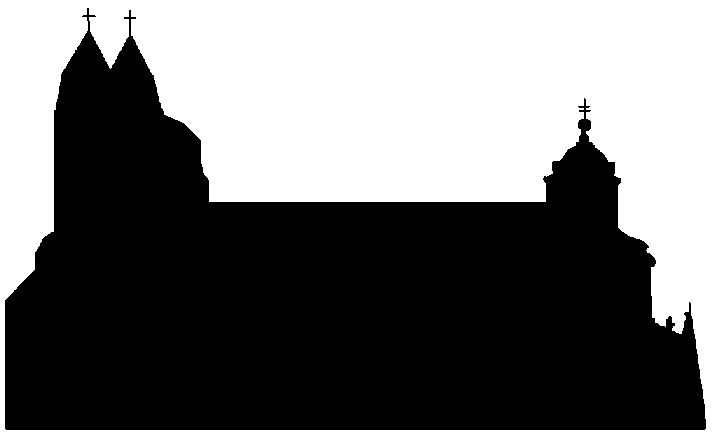
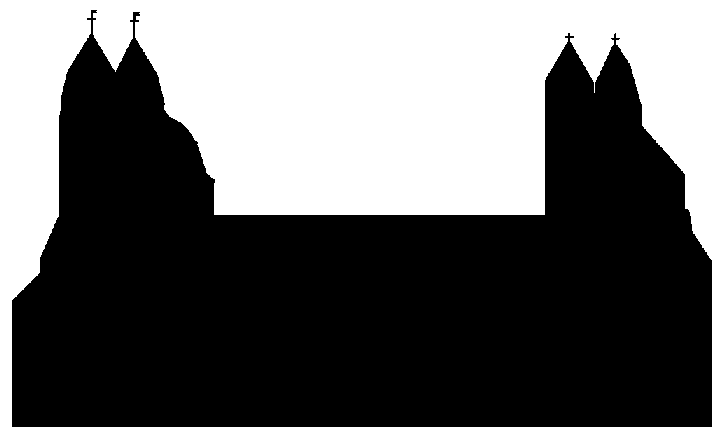
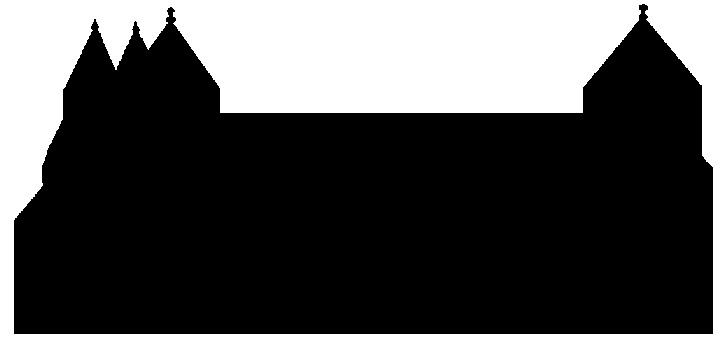

## أعلام
- ألبرت الأول ملك ألمانيا
- جيزيلا من شوابيا
- فيليب السوابي
- رودولف الأول
- بياتريس الأولى

## اُنظُر أيضاً
- موقع تراث عالمي.
- قائمة مواقع التراث العالمي في أوروبا.

## وُصلات خارجيّة
- الصّفحة الرّسميّة لكاتدرائية شباير (باللُّغَةُ الألمانِيّة).
- كاتدرائية شباير (فيلم وثائقيّ قصير من إنتاج مُنظّمَة ٱلأُممِ المُتّحِدَة للتربية والعِلم والثّقافة اليُونسكُو).